# 水酸化アクチニウム(III)
水酸化アクチニウム(III)は、アクチニウムの水酸化物である。化学式はAc(OH)3。